# Kasr Bint Firaun

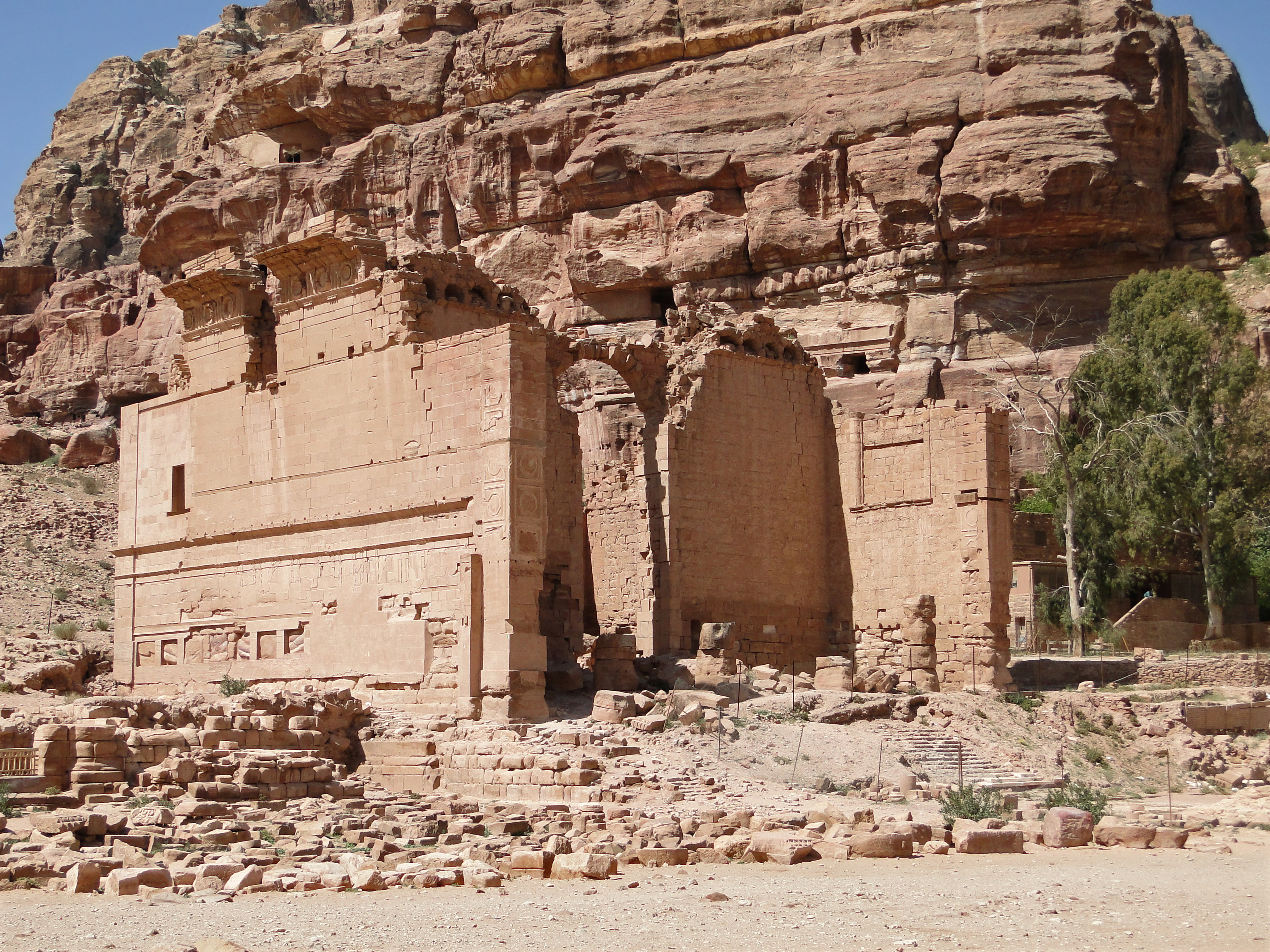
Kasr Bint Firaun

Kasr Bint Firaun (arab. قصر بنت فرعون, Qaṣr Bint Firʿawn, dosł. „zamek córki Faraona”), w skrócie Kasr al-Bint (arab. قصر البنت, Qaṣr al-Bint) – starożytna świątynia znajdująca się w jordańskiej Petrze. Jej arabska nazwa pochodzi z miejscowej legendy, wedle której uwięziona w niej była córka egipskiego faraona. Terminus ante quem budowli przypada na początek I wieku n.e., przypuszczalnie wzniesiono ją za panowania Obodasa III.
Wzniesiona z bloków piaskowca budowla została zbudowana na planie kwadratu o boku 32 m i wysokości zachowanej do 23 m. Przypuszczalnie stanowiła miejsce kultu boga Duszary. Posadowiona na trzymetrowym podium świątynia składa się z szerokiego przedsionka, celli i potrójnego adytonu. Przedsionek posiadał portyk w antach wsparty na czterech kolumnach o średnicy 2 m i monumentalne wejście zwieńczone łukiem. W bocznych adytonach znajdują się schody, wiodące dawniej na niezachowane do czasów współczesnych półpiętra i dach. Zewnętrzna część świątyni była bogato zdobiona m.in. doryckim fryzem, stiukowymi panelami i pilastrami.